# جوملا
جوملا (به انگلیسی: Joomla) یک سامانه مدیریت محتوا آزاد و متن‌باز مخصوص انتشار محتوای وب در وبگاه است. جوملا در یک چارچوب نرم‌افزاری تحت وب مدل-نما-کنترل‌گر ساخته شده که می‌تواند به‌طور مستقل از سیستم مدیریت محتوا استفاده شود. جوملا به زبان پی‌اچ‌پی نوشته شده‌است و از پایگاه دادهٔ مای‌اس‌کیوال استفاده می‌کند.
قابلیت‌های جوملا! شامل امکان بارگذاری موقت در حافظه برای بهبود کارایی (caching)، ایجاد فهرست خودکار، ارسال خبر از طریق قالب RSS، ارائهٔ نسخه قابل چاپ، بخش‌های کوتاه خبری، تالار گفتگو، نظر سنجی، تقویم، جستجوی اینترنت و پشتیبانی از زبان‌های متعدد از جمله فارسی است.
علاوه بر امکانات پایه، افزونه‌هایی (شامل کامپوننت، ماژول، پلاگین، قالب، بسته زبان) هستند که به امکانات جوملا می‌افزایند. بیش از ۱۰٬۲۰۰ افزونهٔ رایگان و تجاری در شاخه رسمی افزونه‌های جوملا وجود دارد.
نام جوملا گرفته شده از واژه‌ای در زبان سواحیلی است که به معنی «جملگی» یا «همگی» و همچنین «همگی باهم» است. جوملا با اجازه‌نامهٔ جی‌پی‌ال منتشر می‌شود.

## تاریخچه
پیشینه این سیستم به سال ۲۰۰۱ و نرم‌افزار مامبو برمی گردد که توسط گروه مایکرو در استرالیا ایجاد شد. مامبو خیلی سریع جهانی شد و با ارائه ایده‌های مختلف توسط مهندسان و گرافیست‌ها، قدرتمند و به تدریج فراگیر شد. در سال‌های بعد در اثر اختلافاتی که در تیم مامبو به وجود آمد، گروهی از افراد تیم دور هم جمع شدند و جوملا را جایگزین مامبو کردند. جوملا با استفاده از زبان برنامه‌نویسی PHP ساخته شده‌است و از تکنولوژی برنامه‌نویسی شی گرا و پلت فرم‌های طراحی نرم‌افزار استفاده می‌کند. داده‌ها را در پایگاه داده‌های sql ذخیره می‌کند و شامل ویژگی‌هایی مانند جستجو، ذخیره‌سازی صفحه، نظر سنجی، آر اس اس خوان، نسخه قابل چاپ از صفحات، اخبار، وبلاگ و حمایت از زبان‌های بین‌المللی می‌شود.
تاکنون پنج نسخه توسط جوملا ارائه شده‌است که شامل نسخه‌های ۱، ۱٫۵، ۱٫۶، ۱٫۷، ۲٫۵ و جدیداً ۳٫۹ می‌باشد. هم‌اکنون فقط یک نسخه توسط گروه جوملا پشتیبانی و به روز رسانی می‌گردد که همانا نسخه ۳ جوملا است.
اولین نسخهٔ جوملا! نسخهٔ ۱٫۰٫۰ بود که در ۱۶ سپتامبر ۲۰۰۵ عرضه شد. این نسخهٔ جوملا در واقع بسته‌بندی جدیدی از نسخهٔ ۴٫۵٫۲٫۳ از نرم‌افزار مامبو بود که ایرادهای آن گرفته شده بود. در نقشه راه توسعه این پروژه تصمیم گرفته شده که نسخه ۱٫۵ این برنامه با زبان PHP نسخه ۵ از ابتدا نوشته شود.
جوملا ۱٫۷ و ۱٫۵ تا ۲۴ فوریه پشتیبانی می‌شدند و از آن به بعد تنها از جوملا ۲٫۵ پشتیبانی شد. پشتیبانی از نسخه جوملا ۲٫۵ نیز ۳۱ دسامبر ۲۰۱۴ (۱۰ دی ۱۳۹۳) پایان پذیرفت.
جوملا ۳ از آوریل ۲۰۱۳ در دسترس قرار گرفت و آخرین نسخه آن یعنی ۳٫۱۰ همزمان با انتشار نسخه پایدار جوملا ۴ در ۱۷ اوت ۲۰۲۱ (۲۶ مرداد ۱۴۰۰) در دسترس قرار گرفت. جوملا ۳٫۱۰ پلی برای مهاجرت به جوملا ۴ محسوب شده و تا ۲ سال از تاریخ انتشار پشتیبانی خواهد شد. جوملا ۴ حاوی تغییرات بسیار بزرگی نظیر بازنویسی کدها، مدیریت رسانه پیشرفته، رابط کاربری مدیریت جدید، سیستم گردش کار و… است.

## تاریخچه نسخه‌های جوملا
| نسخه                                                                           | عنوان | تاریخ انتشار     | حداکثر تاریخ پشتیبانی | ویژگی (های) اصلی | توضیحات |
| ------------------------------------------------------------------------------ | ----- | ---------------- | --------------------- | --- | --- |
| ۱٫۰ & ۱٫۵                                                                      | ۱٫۰   | سپتامبر ۲۲, ۲۰۰۵ | ژوئیه ۲۲, ۲۰۰۹        | نسخه از مامبو ۴٫۵٫۲٫۳ که با ترکیبی از رفع مشکلات امنیتی سطح متوسط و سایر اشکالات تحت نام تجاری جدید منتشر شد. این نسخه برای PHP 4 نوشته شد. ژوئیه ۲۰۰۹ پایان رسمی پشتیبانی از جوملا ۱٫۰ بود                            | |
| ۱٫۰ & ۱٫۵                                                                      | ۱٫۵   | ژانویه ۲۲, ۲۰۰۸  | دسامبر ۳۱, ۲۰۱۲       | بازنگری در رابط کاربری، قالب‌ها و پشتیبانی محدود از legacy mode. نوشته شده برای PHP 5. | اولین نسخه پشتیبانی طولانی مدت (LTS) اگرچه با نسخه قبلی سازگار نبود. چنین نسخه‌های LTS قرار بود پس از انتشار سه نسخه بزرگ یا جزئی منتشر شده و تا سه ماه پس از انتشار نسخه LTS بعدی پشتیبانی شوند اما این رویکرد در عمل دنبال نشد. سپتامبر ۲۰۱۲ پایان عمر جوملا ۱٫۵ بود.                                                    |
| ۱٫۶, ۱٫۷ & ۲٫۵                                                                 | ۱٫۶   | ژانویه ۱۰, ۲۰۱۱  | اوت ۲۰۱۱              | اضافه شدن لیست کامل کنترل دسترسی، سلسله مراتب تعریف شده کاربر برای مجموعه‌ها، بهبود رابط کاربری مدیریت | |
| ۱٫۶, ۱٫۷ & ۲٫۵                                                                 | ۱٫۷   | ژوئیه ۱۹, ۲۰۱۱   | فوریه ۲۰۱۲            | تقویت امنیت و بهبود ابزارهای مهاجرت | |
| ۱٫۶, ۱٫۷ & ۲٫۵                                                                 | ۲٫۵   | ژانویه ۲۴, ۲۰۱۲  | دسامبر ۳۱, ۲۰۱۴       | کامپوننت جدید «جستجوی هوشمند»، اضافه شدن پشتیبانی از Microsoft SQL Server، اضافه شدن یادداشت‌های کاربر، پیشرفت‌های امنیتی و موارد دیگر                                                                                   | نسخه دوم LTS. در اصل قرار بود این نسخه ۱٫۸٫۰ باشد، با این حال توسعه دهندگان در تاریخ ۹ اوت اعلام کردند که نام آن را تغییر می‌دهند تا براساس شیوه جدید شماره گذاری نسخه‌ها، نسخه‌های LTS بر اساس x.5 باشد دسامبر ۲۰۱۴ پایان رسمی جوملا ۲٫۵ بود.                                                                               |
| 3.x                                                                            | ۳٫۰   | سپتامبر ۲۷, ۲۰۱۲ | آوریل ۲۰۱۳            | قالب پیش فرض جدید مبتنی بر Bootstrap، اضافه شدن پشتیبانی از PostgreSQL، کاهش پشتیبانی از PHP 5.2 | در ابتدا، این نسخه قرار بود در ژوئیه ۲۰۱۲ منتشر شود. با این حال، برنامه انتشار ژانویه / ژوئیه برای داوطلبان ناخوشایند بود و برنامه به انتشارهای سپتامبر / مارس تغییر یافت. در ۲۴ دسامبر ۲۰۱۲ تصمیم گرفته شد که برای بهبود چرخه عمر توسعه و گسترش پشتیبانی از نسخه‌های LTS، یک سری موارد پیش‌بینی نشده به سری 3.x اضافه شود. |
| 3.x                                                                            | ۳٫۱   | آوریل ۲۴, ۲۰۱۳   | اکتبر ۲۰۱۳            | تگ‌کردن مقالات | |
| 3.x                                                                            | ۳٫۲   | نوامبر ۶, ۲۰۱۳   | اکتبر ۲۰۱۴            | نسخه‌بندی مقالات | به دلیل یک تغییر الزامی PHP در جوملا ۳٫۳، پشتیبانی امنیتی برای نسخه ۳٫۲ برای ۶ ماه پس از انتشار نسخه ۳٫۳ ادامه یافت. |
| 3.x                                                                            | ۳٫۳   | آوریل ۳۰, ۲۰۱۴   | فوریه ۲۰۱۵            | بهبود هش رمز عبور، پشتیبانی از ریز داده‌ها، از بین بردن وابستگی‌ها به MooTools. | در ۲۵ آپریل ۲۰۱۴، تیم رهبری تولید جوملا اعلام کرد که در نسخه‌های جدید از 'Semantic Versioning Scheme' پیروی خواهد کرد؛ بنابراین خط مشی قبلی LTS (پشتیبانی بلند مدت) و STS (پشتیبانی کوتاه مدت) لغو شد. نسخه ۳٫۳٫۱ جوملا اولین نسخه منتشر شده تحت استراتژی جدید توسعه بود.                                                  |
| 3.x                                                                            | ۳٫۴   | فوریه ۲۴, ۲۰۱۵   | مارس ۲۰۱۶             | Coپیشرفت‌های امنیتی بهبود یافته، ادغام Composer و No CAPTCHA reCAPTCHA گوگل. | بازبینی‌های گسترده امنیتی در اکتبر ۲۰۱۵ با انتشار نسخه v3.4.5 ارائه شد. |
| 3.x                                                                            | ۳٫۵   | مارس ۲۱, ۲۰۱۶    | ژوئیه ۲۰۱۶            | تغییراتی در رابط کاربری (شامل برخی از قابلیت‌های کشیدن و رها کردن تصاویر). | پشتیبانی از PHP 7 اضافه شده‌است. برای آپلود آمار ناشناس سرور (در مورد محیط‌هایی که از جوملا استفاده می‌شود)، ویژگی opt-in اضافه شد. |
| 3.x                                                                            | ۳٫۶   | ژوئیه ۱۲, ۲۰۱۶   | آوریل ۲۰۱۷            | بهبودهایی در تجربه کاربری و بروزرسانی‌های نرم‌افزار | |
| 3.x                                                                            | ۳٫۷   | آوریل ۲۵, ۲۰۱۷   | سپتامبر ۲۰۱۷          | گزینه‌های اختیاری سفارشی، گردش کار بهبود یافته، مدیر انجمن‌های چند زبانه، مدیر منوی مدیریت، سیستم به روزرسانی بهبود یافته، سیستم‌های مدیریت حافظه پنهان و بسته / افزونه و پیشرفت‌های بیشتر در تجربه کاربری                 | |
| 3.x                                                                            | ۳٫۸   | سپتامبر ۱۹, ۲۰۱۷ | اکتبر ۲۰۱۸            | سیستم مسیریابی بهبود یافته، لایه سازگاری با جوملا ۴، داده‌های نمونه قابل نصب اختیاری، بهبود کد و پشتیبانی رمزگذاری (استفاده از پسوند سدیم در PHP 7.2 یا از طریق polyfill sodium_compat برای نسخه‌های تحت پشتیبانی کمتر). | |
| 3.x                                                                            | ۳٫۹   | اکتبر ۲۰, ۲۰۱۸   | اوت ۲۰۲۱              | «مجموعه ابزار حریم خصوصی»، به ویژه در پاسخ به تصویب قوانین و مقررات جدید حفظ حریم خصوصی و حفظ اطلاعات و به‌طور خاص GDPR.                                                                                                | |
| 3.x                                                                            | ۳٫۱۰  | اوت ۱۷, ۲۰۲۱     | [ note ۱ ]            | پل ارتباطی جوملا سری ۳ و جوملا سری ۴ | |
| 4.x                                                                            | 4.0   | اوت ۱۷, ۲۰۲۱     | فوریه ۱۵, ۲۰۲۲        | پشتیبانی از php 5 و Microsoft SQL Server خاتمه می‌یابد | اضافه شدن پشتیبانی از پی اچ پی ۸ |
| 4.x                                                                            | 4.1   | فوریه ۱۵, ۲۰۲۲   |                       | قالب‌های زیرمجموعه؛ بررسی‌کننده دسترسی | |
| 4.x                                                                            | 4.2   | اوت ۱۶, ۲۰۲۲     | آوریل ۱۸, ۲۰۲۳        | میانبرهای صفحه کلید، قالب‌های زیرمجموعه؛ احراز هویت چند عاملی | |
| 4.x                                                                            | 4.3   | آوریل ۱۸, ۲۰۲۳   | N/A                   | | |
| ایجاز:نگارش قدیمینگارش قدیمی‌تر، هنوز پشتیبانی می‌شودنگارش پایدار جاریانتشار آتی |       |                  |                       | | |

### نسخه‌های در حال استفاده
نمودار زیر میزان استفاده از نسخه‌های مختلف جوملا را در بین تمام وب سایت‌هایی که از جوملا در مارس ۲۰۲۲ استفاده می‌کنند نشان می‌دهد.
نسخه‌های مورد استفاده جوملا؛ مارس ۲۰۲۲

## کاربرد و جامعه کاربری در ایران
جوملا به دلیل انعطاف‌پذیری، متن‌باز بودن و پشتیبانی مناسب از زبان فارسی، یکی از سیستم‌های مدیریت محتوای پرکاربرد در ایران محسوب می‌شود. این پلتفرم به ویژه در میان وب‌سایت‌های شرکتی، سازمانی و پورتال‌های اطلاع‌رسانی مورد توجه قرار گرفته است. وجود یک اکوسیستم فعال از توسعه‌دهندگان و طراحان ایرانی باعث شده تا قالب‌ها و افزونه‌های بومی‌سازی شده متعددی برای آن توسعه یابد. همچنین، منابع آموزشی و پشتیبانی آنلاین به زبان فارسی، دسترسی و استفاده از این سیستم را برای کاربران فارسی‌زبان تسهیل کرده است.

## جوایز
| سال  | جایزه                           | موضوع |
| ---- | ------------------------------- | --- |
| ۲۰۰۵ | جوایز لینوکس و متن‌باز انگلستان  | بهترین پروژه لینوکس/متن‌باز                                                                                                  |
| ۲۰۰۶ | جوایز متن‌باز Packt              | بهترین CMS متن‌باز |
| ۲۰۰۶ | جوایز لینوکس و متن‌باز انگلستان  | بهترین پروژه لینوکس/متن‌باز                                                                                                  |
| ۲۰۰۷ | جوایز متن‌باز Packt              | بهترین CMS متن‌باز PHP |
| ۲۰۰۸ | جوایز متن‌باز Packt              | - با ارزش‌ترین فرد CMS متن‌باز — جایزه شخصی: Johan Janssens - رتبه اول بهترین CMS متن‌باز - رتبه دوم مجموع بهترین CMS منبع باز |
| ۲۰۰۹ | جوایز متن‌باز Packt              | - با ارزش‌ترین فرد CMS متن‌باز — جایزه شخصی: Louis Landry - رتبه اول تالار مشاهیر CMS - رتبه دوم تالار بهترین CMS منبع‌باز     |
| ۲۰۱۰ | جوایز متن‌باز Packt              | رتبه دوم تالار مشاهیر CMS                                                                                                   |
| ۲۰۱۱ | جوایز متن‌باز Packt              | بهترین CMS متن‌باز |
| ۲۰۱۴ | جوایز CMS منتخب از نگاه منتقدان | بهترین CMS رایگان |
| ۲۰۱۵ | جوایز CMS منتخب از نگاه منتقدان | بهترین CMS رایگان |
| ۲۰۱۶ | جوایز CMS منتخب از نگاه منتقدان | بهترین CMS رایگان |
| ۲۰۱۷ | جوایز CMS منتخب از نگاه منتقدان | بهترین CMS رایگان |
| ۲۰۱۸ | جوایز CMS منتخب از نگاه منتقدان | بهترین CMS رایگان |
| ۲۰۱۹ | جوایز CMS منتخب از نگاه منتقدان | بهترین CMS رایگان |
| ۲۰۲۰ | جوایز CMS منتخب از نگاه منتقدان | بهترین CMS رایگان |

## سهم بازار سیستم‌های مدیریت محتوا
نمودار زیر سهم جوملا از بازار CMS را نشان می‌دهد (به عنوان مقایسه در برابر پیشرو فعلی بازار یعنی وردپرس).

## روند جستجوهای گوگل
نمودار زیر روند جستجوهای جوملا در گوگل را در طول زمان نشان می‌دهد.

## نکته‌ها
1. ↑  "پشتیبانی" اسمی نسخه ۳٫۱۰ دو سال پس از انتشار نسخه ۴٫۰ متوقف می‌شود